# Харченко Григорій Петрович
Григорій Петрович Харченко (нар. 1 червня 1936, селище Миронівка, тепер місто Миронівського району Київської області) — український радянський партійний діяч, 1-й секретар Запорізького обкому КПУ, 2-й секретар ЦК КПУ. Член ЦК КПУ в 1981—1991 роках. Член Політбюро ЦК КПУ 31 березня — 19 червня 1990 р. і 28 вересня 1990 — 26 серпня 1991 р. Другий секретар ЦК КПУ 28 вересня 1990 — 26 серпня 1991 року. Депутат Верховної Ради УРСР 10—11-го скликань. Народний депутат СРСР у 1989—1991 р. Член ЦК КПРС у 1990—1991 р.

## Біографія
Народився в робітничій родині: батько працював у радгоспробкоопі, мати була колгоспницею. У вересні 1944 — травні 1950 року — учень Миронівської семирічної школи № 1 Київської області. У 1950 році вступив до комсомолу.
У вересні 1950 — липні 1954 року — учень матеріального відділення Київського технікуму залізничного транспорту, здобув спеціальність техніка залізничного транспорту.
У вересні 1954 — липні 1959 року — студент факультету економіки та організації залізничного транспорту Московського інституту інженерів залізничного транспорту, здобув спеціальність інженера-економіста.
У серпні — жовтні 1959 року — майстер електромашинного цеху Запорізького електровозоремонтного заводу. 15 жовтня 1959 — 27 липня 1960 року — секретар комітету ЛКСМУ Запорізького машинобудівного інституту імені Чубаря і, одночасно, асистент кафедри політекономії та економіки промислових підприємств.
27 липня — 31 серпня 1960 року — інструктор відділу пропаганди і агітації, 31 серпня 1960 — 31 березня 1961 року — заступник завідувача відділу пропаганди і агітації Запорізького обласного комітету ЛКСМУ. 31 березня 1961 — 12 січня 1962 року — заступник завідувача відділу комсомольських організацій Запорізького обласного комітету ЛКСМУ.
12 січня 1962 — 30 січня 1963 року — секретар — завідувач відділу пропаганди і агітації Запорізького обласного комітету ЛКСМУ.
Член КПРС з жовтня 1962 року.
30 січня 1963 — грудні 1964 року — 1-й секретар Запорізького промислового обласного комітету ЛКСМУ. У грудні 1964 — 29 травня 1968 року — 1-й секретар Запорізького обласного комітету ЛКСМУ.
29 травня 1968 — 12 березня 1971 року — 1-й секретар Ленінського районного комітету КПУ міста Запоріжжя.
8 лютого 1971 — 7 лютого 1974 року — голова виконавчого комітету Запорізької міської ради депутатів трудящих.
7 лютого 1974 — 15 листопада 1976 року — секретар Запорізького обласного комітету КПУ.
15 листопада 1976 — 19 липня 1986 року — 2-й секретар Запорізького обласного комітету КПУ. У 1981 році закінчив заочно Академію суспільних наук при ЦК КПРС.
У травні 1986 — лютому 1987 року — інспектор ЦК КПРС, у лютому 1987 — жовтні 1988 року — заступник завідувача відділу організаційно-партійної роботи ЦК КПРС.
22 жовтня 1988 — 5 жовтня 1990 року — 1-й секретар Запорізького обласного комітету КПУ.
Одночасно 5 квітня — 18 жовтня 1990 року — голова Запорізької обласної ради народних депутатів.
28 вересня 1990 — 26 серпня 1991 року — 2-й секретар ЦК КПУ.
У 1991—2001 роках — радник Російського союзу промисловців і підприємців; директор промислово-фінансової компанії; віце-президент страхової компанії у Російській Федерації; радник Президента Російського союзу промисловців і підприємців; заступник керівника апарату депутатського об'єднання «Народовластие» у 2-й Державній Думі Російської Федерації (фракцію очолював М. І. Рижков). Член КПРФ з 1992 року.
У червні 2001—2010 роках — заступник голови виконавчого комітету (віце-президент), керівник апарату Координаційної ради сприяння товаровиробникам Росії, член правління Міжнародного союзу товаровиробників.
Потім — на пенсії в місті Москві.

## Нагороди
- орден Жовтневої Революції (1976)
- два ордени Трудового Червоного Прапора (1971, 1981)
- орден «Знак Пошани» (1966)
- медаль «За трудову доблесть» (1970)
- медалі